# Marele duce Nicolai Nicolaevici (cel Tânăr) al Rusiei
Marele duce Nicolai Nicolaevici (cel Tânăr) Romanov (în limba rusă: Николай Николаевич Mладший  (cel Tânăr)) (6/18 noiembrie 1856 - 5 ianuarie 1929) a fost un general rus din timpul primului război mondial. Nepot al țarului Nicolae I, el a fost comandantul suprem al armatelor ruse de pe frontul de răsărit în primul an de război, iar mai târziu a condus campaniile încununate de succes din Caucaz. A fost ultimul membru influent al familiei Romanov.

## Familia și descendența
Nicolai a primit numele în cinstea bunicului său patern, împăratul Nicolae I, fiind primul fiu al Marelui duce Nicolai Nicolaevici (1831 - 1891) și al Alexandrei Petrovna de Oldenburg (1838 - 1900). Tatăl său era al șaselea copil (al treilea fiu) al țarului Nicolae I și a țarinei Alexandra Fedorovna (1798 - 1860). Alexandra Fedorovna era fiica lui Frederick William al III-lea al Prusiei și al Louisei de Mecklenburg-Strelitz.
Marele duce Nicolai era văr primar al țarului Nicolae II al Rusiei. Pentru a-i deosebi, deseori Marele duce era numit cel înalt în vreme ce țarul era numit cel scund. 

## Începuturile carierei militare
Marele duce Nicolae a studiat la școala de geniu și a intrat în rândurile ofițerilor activi în 1872. în timpul războiului ruso-turc din 1877 – 1878, a fost unul dintre ofițerii statului major al tatălui său, care era comandantul suprem al trupelor ruse. Pentru faptele de arme a fost decorat de două ori în timpul acestui război. A urcat toate treptele ierarhiei militare până când a fost numit comandantul regimentului de husari de gardă în 1884.
Avea reputația unui comandant dur, fiind foarte respectat însă de trupele aflate sub comanda sa. Era un individ foarte religios, rugându-se dimineața și seara și înainte și după masă. Prefera să locuiască la proprietățile sale de la țară, unde vâna sau se ocupa cu administrarea uriașei sale averi. 
Marele duce Nicolai a fost un naționalist panslavist, dar nu unul dintre cei mai înrăiți. 
În 1895, a fost numit inspector general al cavaleriei, post pe care l-a păstrat pentru următorii 10 ani. Perioada cât a fost la comanda cavaleriei este una caracterizată de reformele în instruirea militarilor, în reorganizarea școlilor de cavalerie și în reorganizarea rezervelor cavaleriei. Nu a primit nicio funcție de comandă în timpul războiului ruso-japonez, poate pentru că țarul nu a dorit să pericliteze prestigiul familiei Romanov, sau poate pentru că dorea un general loial în capitală, care să fie capabil să controleze eventualele tulburări. Nicolai a fost împiedicat din nou să câștige experiență de front. 
Marele duce Nicole a jucat un rol crucial în timpul primelor mișcări revoluționare din 1905. În timp ce în țară anarhia tindea să devină generalizată, iar viitorul dinastiei era în pericol, țarul avea de ales între instituirea reformelor sugerate de contele Serghei Witte sau impunerea dictaturii militare. 
Singurul om care avea prestigiul necesar să păstreze armata sub control în cazul impunerii dictaturii militare era Marele duce Nicolai. Țarul i-a cerut să accepte rolul de dictator militar, dar Nicolai a refuzat, dar mai mult a amenințat că se va sinucide dacă nu sunt acceptate reformele lui Witte. Refuzul marelui duce a fost se pare decisiv pentru Nicolae al II-lea, care a acceptat să promulge reformele. Din păcate pentru țar și pentru Rusia, el nu și-a respectat promisiunile. 
Țarina, un autocrat convins, nu l-a iertat niciodată pe marele duce. 
Marele duce Nicolai a fost din 1905 până la izbucnirea primului război mondial comandantul districtului militar Sankt Peterburg. El și-a câștigat un bun renume numind oameni de origine modestă în poziții de răspundere. 

## Căsătoria
Nicolai a avut o căsătorie fericită cu Marea ducesă Anastasia, fiica regelui Nicolae al Muntenegrului. Amândoi erau persoane foarte religioase ortodoxe, cu anumite tendințe către misticism. Cum muntenegrenii erau unii dintre cei mai antiotomane popoare slave din Balcani, Anastasia a întărit sentimentele panslave ale lui Nicolai. Ei nu au avut copii. 

## Primul război mondial: comandant al frontului ruso/germano-austriac
Marele duce nu a avut nicio contribuție în planificarea și preparativele pentru declanșarea luptelor primului război mondial, activitate care a căzut în sarcina generalului Vladimir Suholinov și a statului său major. În ajunul declanșării războiului, țarul l-a numit pe Marele duce Nicolai la comanda supremă. Marele duce avea 57 de ani și nu comandase niciodată armate pe câmpul de luptă, iar acum se afla în fruntea cele mai mari armate mobilizată vreodată până atunci. 
Marele duce Nicolai era răspunzător de toate forțele de pe frontul organizat împotriva germanilor, austro-ungarilor, turcilor și bulgarilor. Dar comandamentul acestei mari armate nu se ridica la nivelul responsabilităților și importanței războiului. Diferitele armate componente nu-și coordonau acțiunile, (ceea ce a dus la dezastrele din bătălia de la Tannenberg și în cea de la Lacurile Mazuriene). Soldații ruși au fost prost echipați, slab antrenați și prost comandanți, și asta era în mare măsură responsabilitatea comandantului suprem. Trebuie spus însă că rolul marelui duce în alegerea unuia dintre diferitele planuri propuse de generalii ruși a fost relativ limitat. E adevărat că, pe de altă parte, din cartierul general al marelui duce nu a apărut niciun plan coerent de luptă, deși la nivel personal, comandantul suprem cunoștea foarte bine realitățile din corpul ofițeresc sau din rândul trupei. 
Nicolai s-a dovedit mai degrabă un birocrat decât un lider militar, lui lipsindu-i atât priceperea strategică cât și duritatea necesară unui comandant al tuturor armatelor ruse. În cartierul său general domnea o atmosferă cât se poate de relaxată, în ciuda repetatelor înfrângeri și uriașului număr de soldați morți. 
Marele duce a reușit să câștige dușmănia lui Rasputin, călugărul care avea o uriașă influența asupra țarinei. Nicolai îl amenințase pe Rasputin că îl va spânzura dacă îl va prinde în apropierea frontului. În schimb, Rasputin a prezis că armatele ruse vor continua să fie înfrânte atâta vreme cât marele duce se afla în funcția de comandant suprem, iar împăratul nu își asumă responsabilitatea conducerii operațiunilor militare. Împăratul, în ciuda faptului că nu avea nicio pregătire în domeniul militar, a preluat comanda supremă a armatei pe 21 august 1915.

## Primul război mondial: comandant al frontului Caucazului
Imediat după schimbarea din funcție, marele duce a fost numit imediat comandant suprem și vicerege în Caucaz, luând locul fostului guvernator general Voronțov. Marele duce a fost în mod oficial în funcția de comandant suprem, dar generalul Nicolai Nicolaevici Iudenici era cel mai important comandant al armatei rusești din zonă. Inamicul Rusiei în această zonă a fost Imperiul Otoman. În perioada când marele duce a fost la comandă, Rusia a trimis forțe expediționare în Imperiul Persan (Iranul de azi) pentru a face legătura cu trupele britanice. În 1916, trupele ruse au reușit să captureze fortăreața Erzurum, portul Trebizond (Trabzonul de azi) și orașul Erzican. Turcii au contraatacat, iar luptele din jurul Lacului Van s-au încheiat fără un rezultat important. 
Nicolai a încercat să construiască o cale ferată din Georgia până la teritoriile cucerite pentru a aduce mai multe materiale de aprovizionare pentru ofensiva programată pentru anul 1917. Numai că în martie 1917, țarul a fost detronat, iar armata rusă a început să se dezintegreze.

## Revoluția
Revoluția din Februarie l-a prins pe marele duce în Caucaz. Țarul îl numise printr-un ultim act oficial comandant suprem. În scurtă vreme însă, noul prim-ministru, prințul Gheorghi Evghenievici Lvov a anulat această numire. Marele duce Nicolai a petrecut doi ani în Crimeea, uneori sub arest la domiciliu, participând prea puțin la agitația politică a vremii. Au existat unele încercări de numire a marelui duce în fruntea rușilor albi activi în sudul Rusiei, dar anumiți responsabili militari nu au vrut să împartă puterea cu Nicolai. A fost în special cazul generalului Anton Denikin. Marele duce Nicolai și soția sa au fugit din Rusia la bordul cuirasatului britanic HMS Marlborough.

## Exilul
După ce a stat o vreme în Genova ca oaspete al regelui Italiei Victor Emanuel (care-i era și cumnat), marele duce Nicolai și soția sa s-au mutat într-o mică casă de țară la Choigny, 35 de kilometri de Paris. Era păzit 24 de ore de poliția secretă franceză, ca și de câțiva cazaci credincioși. A devenit centrul rezistenței monarhiste antisovietice. S-au făcut planuri pentru trimiterea de agenți în Rusia. O sarcină de maximă importanță pentru poliția secretă sovietică a fost aceea de penetrare a organizației monarhiste și de răpire a lui Nicolai. OGPU a reușit să-și infiltreze agenții în rețeaua monarhistă, a reușit să-l momească în Rusia Bolșevică pe spionul britanic antibolșevic Sidney Reilly (și să-l execute în 1925). Însă, în iunie 1927, monarhiștii au reușit să ducă la bun sfârșit un atentat cu bombă la închisoarea Lubianca din Moscova. 
Marele duce Nicolai a murit din cauze naturale pe 5 ianuarie 1929 pe Riviera franceză, unde se retrăsese pentru a scăpa de frigul iernii.